# Jerez Industrial CF
Jerez Industrial Club de Fútbol – hiszpański klub piłkarski, grający w Primera Andaluza, mający siedzibę w mieście Jerez de la Frontera.

## Sezony
| Sezon   | Liga     | Miejsce | Puchar Króla |
| ------- | -------- | ------- | ------------ |
| 1951/56 | Regional | —       |              |
| 1956/57 | 3ª       | 12.     |              |
| 1957/58 | 3ª       | 1.      |              |
| 1959/60 | 3ª       | 8.      |              |
| 1960/61 | 3ª       | 5.      |              |
| 1961/62 | 3ª       | 3.      |              |
| 1962/63 | 3ª       | 9.      |              |
| 1963/64 | 3ª       | 1.      |              |
| 1964/65 | 3ª       | 3.      |              |
| 1965/66 | 3ª       | 1.      |              |
| 1966/67 | 3ª       | 2.      |              |
| 1967/68 | 3ª       | 3.      |              |
| 1968/69 | 2ª       | 20.     |              |
| 1969/70 | 3ª       | 10.     |              |
| 1970-75 | Regional | —       |              |
| 1975/76 | 3ª       | 10.     |              |
| 1976/77 | 3ª       | 12.     |              |

| Sezon   | Liga     | Miejsce | Puchar Króla |
| ------- | -------- | ------- | ------------ |
| 1977/78 | 3ª       | 13.     |              |
| 1978/79 | 3ª       | 14.     |              |
| 1979/80 | 3ª       | 19.     |              |
| 1980/81 | 3ª       | 12.     |              |
| 1981/82 | 3ª       | 6.      |              |
| 1982/83 | 3ª       | 9.      |              |
| 1983/84 | 3ª       | 15.     |              |
| 1984/85 | 3ª       | 16.     |              |
| 1985/86 | 3ª       | 17.     |              |
| 1986-90 | Regional | —       |              |
| 1990/91 | 3ª       | 16.     |              |
| 1991/92 | 3ª       | 12.     |              |
| 1992/93 | 3ª       | 13.     |              |
| 1993/94 | 3ª       | 13.     |              |
| 1994/95 | 3ª       | 15.     |              |
| 1995/96 | 3ª       | 18.     |              |
| 1996-00 | Regional | —       |              |

| Sezon   | Liga | Miejsce | Puchar Króla |
| ------- | ---- | ------- | ------------ |
| 2000/01 | 3ª   | 5.      |              |
| 2001/02 | 3ª   | 2.      |              |
| 2002/03 | 3ª   | 7.      |              |
| 2003/04 | 3ª   | 6.      |              |
| 2004/05 | 3ª   | 12.     |              |
| 2005/06 | 3ª   | 14.     |              |
| 2006/07 | 3ª   | 15.     |              |
| 2007/08 | 3ª   | 14.     |              |

| Sezon   | Liga       | Miejsce | Puchar Króla |
| ------- | ---------- | ------- | ------------ |
| 2008/09 | 3ª         | 2.      |              |
| 2009/10 | 2ªB        | 18.     |              |
| 2010/11 | 3ª         | 18.     |              |
| 2011/12 | Reg. Pref. | 2.      |              |
| 2012/13 | Regional   | 8.      |              |
| 2013/14 | Regional   | 9.      |              |
| 2014/15 | Regional   | 2.      |              |
| 2015/16 | Regional   | —       |              |

- 1 sezon w Segunda División
- 1 sezony w Segunda División B
- 40 sezonów w Tercera División